# Roberto Tavola
Roberto Tavola (ur. 7 sierpnia 1957 w Lecco) – włoski piłkarz, grający na pozycji pomocnika lub obrońcy.

## Kariera piłkarska

### Kariera klubowa
Wychowanek klubu Atalanta, w barwach którego w 1975 rozpoczął karierę piłkarską. W latach 1979–1984 bronił barw Juventusu, z którym dwukrotnie zdobył mistrzostwo Włoch. W sezonie 1980/81 został wypożyczony do Cagliari, a w 1982/83 do Lazio. W 1984 został zaproszony do Avellino, ale wkrótce przeniósł się do Regginy. Potem występował w klubach SPAL, Catanzaro, Ischia Isolaverde i Asti TSC. W 1989 został piłkarzem Seo Borgaro Torinese, w którym po roku zakończył karierę piłkarską.

### Kariera reprezentacyjna
Od 1977 do 1980 roku występował w młodzieżowej reprezentacji Włoch. Również bronił barw kadry olimpijskiej.

## Sukcesy i odznaczenia

### Sukcesy klubowe
Juventus
- mistrz Włoch: 1981/82, 1983/84
- zdobywca Pucharu Zdobywców Pucharów: 1983/84

Catanzaro
- mistrz Serie C1: 1986/87 (gr. B)